# 김경림 (승려)
김경림(金敬林, 일본어: 吉原敏吉)은 일제강점기의 승려이다.

## 생애
경상북도 지역에서 석굴암과 분황사, 천곡사 주지를 역임한 승려였다. 1937년 경주군의 대본산 기림사 제9대 주지로 뽑혀 9월에 조선총독부의 인가를 받고 11월에는 진산식을 거행했다.
김경림이 기림사 주지로 재직한 1937년 9월부터 1940년 8월까지는 중일 전쟁 기간이었다. 김경림은 진산식 전에 이미 일본군 위문금 50원을 조선불교중앙교무원을 통해 납부하는 등 헌금을 계속하여 1938년 4월 1일까지 총 110원의 국방헌금과 위문금을 기림사 본·말사에서 모아 일제에 헌납했다.
1938년 7월 7일은 중일 전쟁 발발 1주년이 되는 날이었다. 이 날 김경림은 기림사에서 일본군 전사자를 추도를 위한 대법요를 봉행했다. 신도 등 200여 명이 참석한 행사였다. 기림사 뿐 아니라 산하 말사에서도 법요를 동시에 행하도록 하여 영일군, 경주군, 영덕군, 부산의 22개 사찰과 포교소에서 일제히 전몰장병 추도 법요가 봉행되었다.
1938년 경북 지역에서 제4회째 실시된 일본 불교 시찰단에 포함되어 일본의 신사와 사찰을 둘러보며 궁성요배를 행하였다. 이후 계속해서 국방헌금과 위문금을 헌납하여 불교 언론에 미담 기사로 거듭 소개되었다. 특히 1939년에는 김경림의 지도 아래 승려들이 인근 농촌 지역에서 탁발을 하여 모은 금액을 국방헌금으로 낸 일이 있다.
1940년 창씨개명 정책에 따라 이름과 성을 일본식으로 바꾸고 황기 2600년을 축하하는 국방헌금도 경주경찰서를 통해 헌납했으나, 곧이은 주지 선거에서 최상문에게 밀려 낙선한 뒤 행적을 알 수 없다.
민족문제연구소가 2008년 발표한 친일인명사전 수록예정자 명단 종교 부문에 선정되었다.

## 같이 보기
- 기림사

## 참고 자료
- 임혜봉 (2005년 3월 1일). 〈김경림 : 국방헌금과 위문금 헌납에 앞장선 기림사 주지〉. 《친일 승려 108인》. 서울: 청년사. 229~232쪽쪽. ISBN 9788972783848.